# 진료소

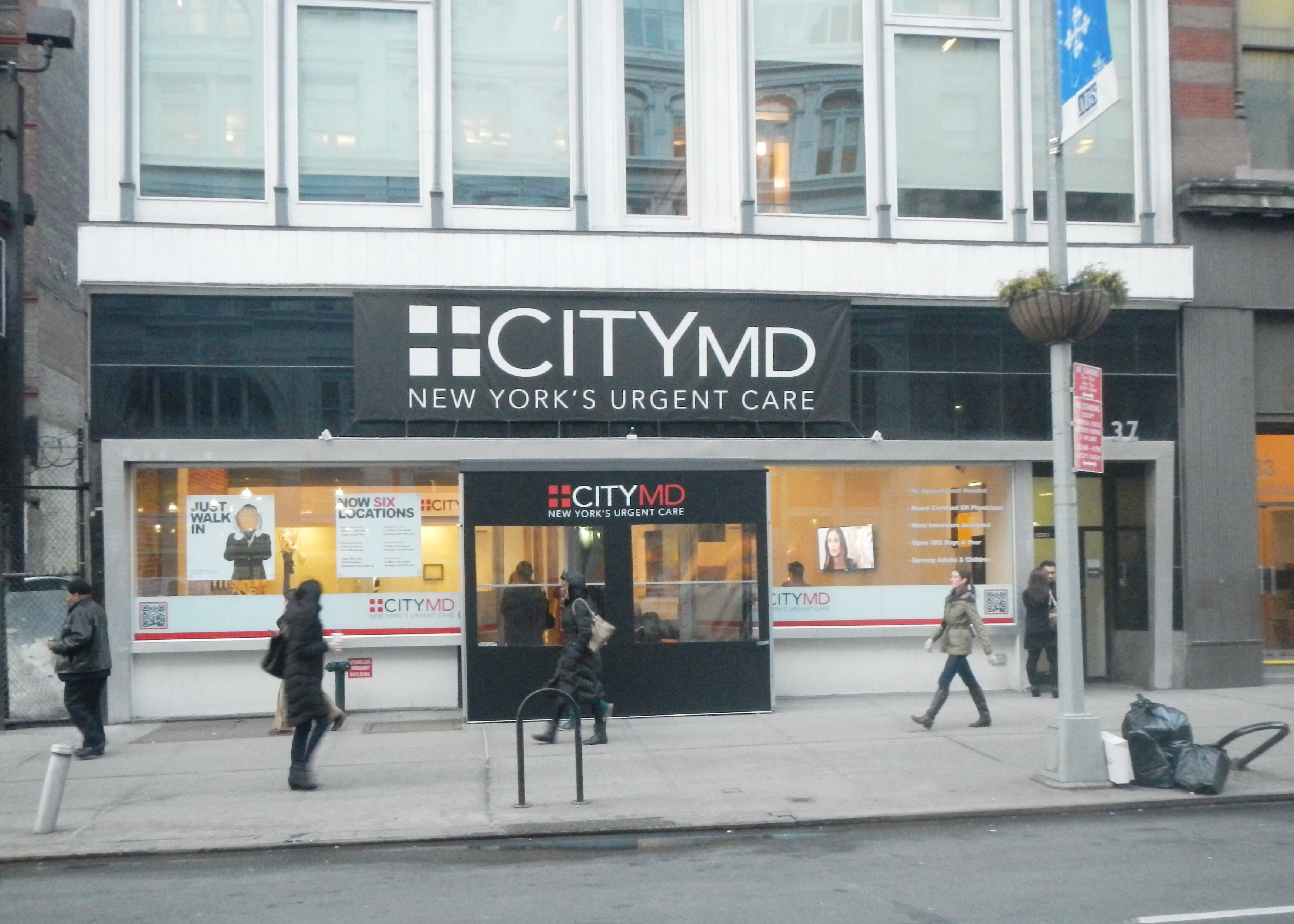
맨해튼의 진료소

진료소(診療所)는 의료 시설의 종류 중 하나이다. 주로 외래 환자를 진료한다. 기본 의료를 제공하고 있다. 영어로는 클리닉(clinic)이라고 한다.

## 어원
클리닉의 어원은 그리스어 의 klinein에서 유래하며, slope, lean, recline 등의 의미가 있다. kline는 소파나 침대, klinikos는 기댄다 라는 뜻이기 때문에 라틴어 clinicus가 태어났다. Clinic이라는 단어는 초기에 "병상에서 세례를 받고 있는 사람"이라는 뜻이였다.

## 같이 보기
- 워크인 클리닉